# 角色模型 (管理学)
在市场营销和以用户为中心的设计中，角色模型是一种被创建出来的虚拟角色，这些角色可以被用来代表各种不同类型的目标用户。角色模型也是市场划分的一种方法。角色模型这一方法在网站设计和广告制作中有广泛应用。
一个用户角色代表一种类型的用户。大部分情况下，角色模型从调研数据中抽象出来。

## 历史
著名软件专家阿兰·库珀发展了市场划分的概念，将之应用到用户界面上来。

## 益处
益处被总结如下(Cooper, 1999)：
- 在小组成员间共享各种用户群体的信息。关于这些用户的数据可以被使用在不同的环境中，也可以编成各种易记的故事。
- 可用于检验提案是否很好的满足了用户的需求。根据功能满足用户角色数量的多少，可以判定功能的重要性。
- 提供一张“脸”，而非生硬的人口统计数据，虽然这张脸必须满足统计数据。

## 批评
对角色模型的批评主要集中在三个方面：科学性、有效性和可行性。
从科学角度来说，同一个实验应该有重复性。而同一批数据所能导出的角色模型是未定的，可能是这样，也可能是那样，全凭设计师的经验与个人习惯。Chapman & Milham (2006)就曾从这个方面质疑过角色模型。
从有效性方面讲，Portigal (2008)就曾质疑角色模型只是造成了团队关注用户的假象，他认为，和真实的用户接触更能让设计师充分理解用户的需求。
从可行性方面讲，有人质疑一些因素，如团队内部的政治斗争会影响到角色的建立。
不过，也有研究支持角色模型对设计带来的益处。

## 引用
1. ↑  Cooper, Alan. The Inmates are Running the Asylum. SAMS, 1999.  ISBN 0-672-31649-8
2. ↑  Pruitt, John & Adlin, Tamara. The Persona Lifecycle : Keeping People in Mind Throughout Product Design. Morgan Kaufmann, 2006. ISBN 0-12-566251-3